# Tumanskij R-25
Il Tumanskij R-25 (Туманский Р-25), è un motore turbogetto che rappresenta l'evoluzione finale del Tumanskij R-11. Il motore è stato progettato sotto la direzione di Sergei Alekseevich Gavrilov.
Il turbogetto fu progettato per sostituire il Tumanskij R-13 nei caccia MiG-21. L'R-25 è un turbogetto assiale a due stadi caratterizzato da un nuovo compressore con un rapporto di compressione complessivo e un flusso d'aria aumentato, un postbruciatore variabile e un uso più diffuso del titanio. Il motore è stato adottato dal Mikoyan-Gurevich MiG-21bis e dal Sukhoi Su-15bis. Sono stati costruiti 3200 R-25 tra il 1971 e il 1975. Il motore è stato anche costruito su licenza dall'azienda indiana Hindustan Aeronautics Limited per la flotta indiana di MiG-21bis.

## Aerei utilizzatori
- MiG-21bis
- Sukhoi Su-15bis